# 普馬林里山
10°24′23″S 76°52′40″W / 10.40639°S 76.87778°W
普馬林里山（Pumarinri），是秘魯的山峰，位於該國中南部利馬大區的卡哈坦博省，屬於安第斯山脈中瓦伊瓦什山脈的一部分，處於庫約克山以南，海拔高度約5,465米。